# Аляски залив
Аляският залив (на английски: Gilf of Alaska) е залив в североизточната част на Тихия океан, край северозападните брегове на Северна Америка, покрай южния бряг на щата Аляска на САЩ и западния бряг на провинция Британска Колумбия на Канада. Границите на Аляския залив не са точно определени, поради което и площта на залива се различава съществено. Проблематична е южната граница на залива. Според Геоложката топографска служба на САЩ границата се прекарва от южния нос на остров Кодиак на запад до протока Диксън Ентранс (разделя архипелазите Александър на север от Хайда Гауи на юг) на изток, като по този начин площта на залива е 384 000 km², дължината 500 km, а ширината на входа 1350 km. Според Международната хидрографска организация границата се прекарва от нос Кабуш (на края на полуостров Аляска) на северозапад до нос Скот (на остров Ванкувър) на югоизток, като по този начин площта на залива става 1 533 000 km², дължината 800 km, а ширината на входа над 2200 km.
Бреговете на залива юг са предимно планински, високи, скалисти, силно разчленени от множество вторични заливи и дълги и тесни фиорди (Кук, Принц Уилям, Айси Бей, Якутат, Кралица Шарлота и др.). В него са разположени и стотици големи и малки острови, групирани в три големи архипелага: Кодиак, Александър и Хайда Гауи (Кралица Шарлота). Вливат се и стотици реки като най-големите са: Стикин и Алсек (от изток), Копър и Суситна (от север). Приливите са полуденонощни, с височина до 12 m и смесени (денонощни и полуденонощни), с височина до 6,8 m. По бреговете му са разположени множество, предимно малки селища, като най-големите са градовете Анкъридж и Сиуърд, Джуно, Ситка (в Аляска), Принц Рупърт (в Канада).

Първи, който достига до бреговете на залива на 1741 г. е руския мореплавател Алексей Чириков, сподвижник на Витус Беринг.